# Schwesternschaft Coburg
Die Schwesternschaft Coburg vom BRK – Marienhaus – e. V. war ein gemeinnütziger eingetragener Verein mit etwa 500 Beschäftigten, die als Mitglieder und Angestellte unter anderem in der Kranken-, Kinderkranken- und Altenpflege oder als Hebammen tätig waren.

## Geschichte
Im Jahr 1900 regte der Landrat des Landkreises Coburg, Albert Schmidt, die Gründung eines Vereins für ländliche Kranken- und Wohlfahrtspflege im Herzogtum Coburg an. Daraufhin bildete sich ein Verein zur Ausbildung von Krankenschwestern, der sich nach der Herzogin von Sachsen-Coburg und Gotha, Marija Alexandrowna Romanowa, „Marienverein“ nannte. Als Mutterhaus wurde an der Seidmannsdorfer Straße in Coburg, nahe dem damaligen Landkrankenhaus, dem heutigen Klinikum, das Marienhaus gebaut. Schon im Folgejahr konnte es eröffnet werden.
Im Januar 2017 musste die Schwesternschaft Coburg Insolvenz anmelden, nachdem ca. 500 Schwestern, die am Klinikum Coburg im Rahmen ihrer Gestellungsverträge tätig waren, zum 1. Januar 2017 fest angestellt wurden. Grund hierfür war eine Gesetzesänderung, der zufolge Leiharbeiter höchstens 18 Monate an einen Betrieb geliehen werden dürfen.

## Leitung und Selbstverständnis
Die Leitung bestand aus dem Vorstand und dem Beirat, der von der Mitgliederversammlung gewählt wird.
Die Schwesternschaft war eine von vier bayerischen und insgesamt 33 deutschen Rotkreuzschwesternschaften. Ihre Dachorganisation war der Verband der Schwesternschaften vom Deutschen Roten Kreuz.
Zum Selbstverständnis der Schwesternschaft gehörten die Grundsätze und Ziele der Internationalen Rotkreuz- und Rothalbmond-Bewegung.

## Aufgaben und Einrichtungen
Die Schwesternschaft verfügte über eigene Einrichtungen, entsendete aber auch Pflegepersonal über Gestellungsverträge in Einrichtungen anderer Träger in Ober- und Mittelfranken.
Die Schwesternschaft war Betreiber des Seniorenwohnzentrums der Rotkreuz-Schwesternschaft Coburg. Das Pflegeheim verfügte über einen vollstationären Bereich ebenso wie über eine eingestreute Kurzzeitpflege.
Neben der Pflege bildeten die Berufsfachschulen für Altenpflege und Altenpflegehilfe und Kranken- und Kinderkrankenpflege sowie die Bereiche Hauswirtschaft, Technischer Dienst und Verwaltung weitere Aufgabenfelder der Beschäftigten.

## Ausbildungsangebot
Die Schwesternschaft war Träger der Berufsfachschulen für Altenpflege und Altenpflegehilfe. Diese befand sich in Coburg neben dem Marienhaus. Hier konnten die Abschlüsse der Altenpflege- und Pflegefachhelferausbildungsgänge erlangt werden. Außerdem wurden die Ausbildungsgänge für Gesundheits- und Krankenpfleger und Gesundheits- und Kinderkrankenpfleger am Klinikum angeboten.
Das Team der Berufsfachschulen setzte sich aus neun hauptamtlichen und nebenamtlich tätigen Lehrkräften zusammen und arbeitete eng mit den Altenpflegeeinrichtungen zusammen.

## Oberinnen der Schwesternschaft Coburg
- Emma Ladendorf (1901–1907)
- Mila Gottfriedsen (1907–1950)
- Irmgard Stähle (1950–1962)
- Charlotte Freiin von Erffa (1962–1972)
- Rose Ernst (1972–2000)
- Elke Karl (2001–2002)
- Barbara Ocker (2002–2017)